# Andreas Ellinger
Andreas Ellinger (* 1526 in Orlamünde; † 12. März 1582 in Jena) war ein deutscher Mediziner und neulateinischer Dichter.

## Leben
Ellinger immatrikulierte sich am 8. Dezember 1544 an der Universität Wittenberg und erwarb sich dort am 19. Februar 1549 den akademischen Grad eines Magisters an der philosophischen Fakultät. Er wechselte an die Universität Leipzig, wo er nach einem medizinischen Studium 1557 zum Doktor der Medizin promovierte. Im Anschluss betätigte er sich als praktischer Arzt in Leipzig, erwarb sich einen guten Ruf, so dass er zum außerordentlichen Professor an der medizinischen Fakultät der Akademie berufen wurde.
1569 ging er als ordentlicher Professor an die Universität Jena, wo er bis zu seinem Lebensende wirkte und drei Mal Rektor der Einrichtung gewesen war. Als Mediziner hat er an der Ausbreitung der Heilkunde des Paracelsus beigetragen. Während seiner Wittenberger Zeit fand er zur Poesie und bemühte sich wie Adam Siber und Georg Fabricius um eine Neubelebung der altchristlichen Hymnendichtung.

## Werkauswahl
- Hymnorum ecclesiasticorum ab A. E. emendatorum libri III. Frankfurt/Main 1578.
- Praecipua Catechismi capita et Septem Sapientum Dicta variis carminum generibus pro pueris reddita. Magdeburg 1546, Erfurt 1560.
- Divini Hippocratis aphorismorum…selectarum…paraphrasis poetica…Hippocratis prognosticorum paraphrasis poetica. Frankfurt/Main 1579.
- Rathschlag…wie man sich zur Zeit der Pest praeservirt. Leipzig 1587.